# Kazuya
Kazuya (jap. かずや, カズヤ) – popularne męskie imię japońskie.

## Możliwa pisownia
Kazuya można zapisać, używając wielu różnych znaków kanji i może znaczyć m.in.:
- 一八, „jeden, osiem”
- 一矢, „jeden, strzała”
- 一弥, „jeden, przepełniony”
- 和也, „harmonia, być”
- 和矢, „harmonia, strzała”
- 和哉, „harmonia, sposób”

## Znane osoby
- Kazuya Katō (和也), japoński matematyk
- Kazuya Ichijō (和矢), japoński seiyū
- Kazuya Kamenashi (和也), japoński wokalista zespołu KAT-TUN, aktor
- Kazuya Maekawa (和也), japoński piłkarz
- Kazuya Maruyama (和也), japoński polityk
- Kazuya Ōshima (和也), japoński kierowca wyścigowy
- Kazuya Tatekabe (和也), japoński seiyū
- Kazuya Tsurumaki (和哉), japoński reżyser anime
- Kazuya Yoshioka (和也), japoński skoczek narciarski

## Fikcyjne postacie
- Kazuya Ichinose (Erik Eagle) (一哉), bohater sportowej gry wideo, mangi i anime Inazuma 11
- Kazuya Kasuga (一弥), bohater mangi i anime Kimagure Orange Road
- Kazuya Mishima (一八), główny bohater serii gier Tekken
- Kazuya Oki (一也), główny bohater serialu Kamen Rider Super-1
- Kazuya Ryuzaki (一矢), główny bohater anime Generał Daimos
- Kazuya Yanagiba (和也), bohater mangi i anime Wedding Peach
- Kazuya Shiranami (カズヤ), główny bohater Galaxy Angel II: Zettai Ryouiki no Tobira
- Kazuya Shibuya (一也), główny bohater light novel i anime Ghost Hunt
- Kazuya Uesugi (和也), główny bohater mangi i anime Touch